# 響き合う者たちへ〜リオデジャネイロ五輪 17日間の記録
『響き合う者たちへ〜リオデジャネイロ五輪 17日間の記録』（ひびきあうものたちへ リオデジャネイロオリンピック じゅうななにちかんのきろく）は、2016年8月22日（月曜） 19:30 - 20:43 （日本標準時）にNHK総合テレビで特別番組として放送されたスポーツ番組である。

## 概要
同年8月5日 - 8月21日（現地時間）の17日間にわたって行われたリオデジャネイロオリンピックの名場面を放送した。日本は競泳、体操、柔道など様々な競技でメダルラッシュの活躍を見せ、4年後の東京オリンピックへ弾みをつけた。選手たちが見せた感動のプレーと涙の物語を伝える。

## 出演者
- 萩野公介
- 瀬戸大也
- 金藤理絵
- 乾友紀子
- 三井梨紗子
- 内村航平
- 田中佑典
- 山室光史
- 白井健三
- 高橋礼華
- 松友美佐紀
- 福原愛
- 石川佳純
- 伊藤美誠
- 水谷隼
- 錦織圭
- 羽根田卓也
- 三宅宏実
- ベイカー茉秋
- 大野将平
- 羽賀龍之介
- 原沢久喜
- 田知本遥
- 近藤亜美
- 登坂絵莉
- 伊調馨
- 土性沙羅
- 川井梨紗子
- 吉田沙保里
- ケンブリッジ飛鳥
- 山縣亮太
- 飯塚翔太
- 桐生祥秀
- ウサイン・ボルト
- ネイマール
- ほか

## 語り
- 近田雄一
- 片山千恵子